# Sebezhetőség
Brené Brown definíciója szerint a ,,sebezhetőség nem más, mint bizonytalanság, kockázat és érzelmi kiszolgáltatottság". Sokan, ha a sebezhetőséget kellene meghatározniuk, rögtön a gyengeségre gondolnának, azonban már egy egyszerű etimológiai vizsgálódás is más mutat. A sebezhetőség angolul vulnerable, ha megnézzük a szó etimológiáját a Merriam-Webster szótárban, akkor azt látjuk, hogy a latin vulnerare szóból származik, ami azt jelenti megsebezni, támadás vagy kár felé védtelen, sebzésnek kitett. Ugyanezen szótárban a weakness (gyengeség) meghatározása szerint a támadás vagy sebesülés kivédésére való képtelenség. Könnyen belátható, hogy a két szó már nyelvészeti szempontból és különbözik egymástól.
Az egészségpszichológiában és a szociálpszichológiában a sebezhetőség észlelése egy gyakran tanulmányozott terület, definíció szerint a sebezhetőség észlelése az a képesség, hogy tudatosítsuk magunkban a kiszolgáltatottságot és a kockázatvállalást. Tanulmányokkal bizonyították, hogy a sebezhetőség észlelése nagyban növeli az esélyét valamilyen pozitív egészségmegőrző napi rutin követésének, tehát a lényeg nem is az, mennyire vagyunk sebezhetőek, hanem az, hogy ezt mennyire vagyunk képesek tudatosítani magunkban. Szociálpszichológiai kutatások vizsgálták, hogyan hat a marketing és a reklám az emberekre, továbbá hozzákapcsolták a sebezhetőség vizsgálatát is, és azt találták, hogy azok a résztvevők bizonyultak a legsebezhetőbbnek, akik úgy gondolták, hogy ők nincsenek kiszolgáltatva a hirdetések hatásainak. 